# IPhone 3G
iPhone 3G je v pořadí 2. iPhone od firmy Apple, který byl představen jako nástupce původního iPhonu 9. června 2008 na Celosvětové konferenci vývojářů (WWDC 2008) v Moscone Center v San Franciscu. Název odkazuje na možnost využití mobilní sítě 3. generace, oproti starší výrazně pomalejší 2G. Další novinkou byla navigace pomocí GPS a představení App Storu, který umožňoval využití aplikací třetích stran.

## Historie
9. června 2008 byla na Celosvětové konferenci vývojářů představena nová verze iPhonu s označením iPhone 3G. Mezi jeho nové vlastnosti patří podpora UMTS sítí, GPS navigace a drobné změny v hardwaru. Zvýšila se výdrž akumulátoru. Na této akci byla rovněž předvedena finální verze SDK a firmwaru 2.0, který je určen jak pro iPhone 3G, tak pro první model telefonu (iPhone 2G) a také mezitím uvedený multimediální přehrávač iPod Touch. Seznam zemí, kde se iPhone prodává, se rozšířil na 70; mezi nimi je i Česko. iPhone 3G v České republice nabízeli všichni 3 GSM operátoři O2, Vodafone a T-Mobile, a stejně jako v dalších zemích „druhé vlny“ se začal prodávat 22. srpna 2008. Při zahájení prodeje telefonu se před obchody tvořily fronty, ovšem výrazně menší oproti uvedení v USA. Mediální pozornost vyvolal polský operátor Orange, který do front angažoval placené herce.

### Reklamní lži v souvislosti s uvedením
Součástí reklam na iPhone 3G byl slogan „Twice as fast. Half the price.“ tedy „Dvakrát rychlejší. Za polovinu ceny.“ Obě z těchto tvrzení byla lživá. Když si zákazníci začali stěžovat, právníci firmy Apple tvrdili, že lidé by museli být příliš hloupí, aby věřili reklamám jejich klienta – prohlášení, které k tomu vydali, obsahovalo větu: „Žádný uvážlivý člověk z pozice žalobce by neměl výroky společnosti Apple brát jako tvrzení či fakta“.

## Hardware

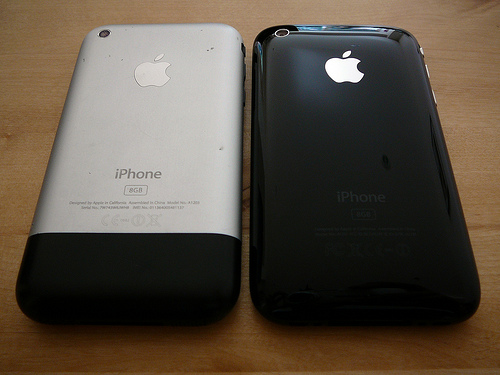
iPhone Original (vlevo) a černý iPhone 3G (vpravo)

Stejně jako předchozí generace, má i iPhone 3G procesor Samsung S5L8900 (412 MHz ARM 1176 procesor, grafický koprocesor PowerVR MBX 3D) a operační paměť o velikosti 128 MB (eDRAM). Pro uživatele bylo připravené integrované flashové úložiště o velikosti 8, či 16 GB. Na rozdíl od původního iPhonu, byl iPhone 3G dostupný ve dvou barevných provedeních (v černém a bílém). Dále nebyl použit na kryt zadní strany přístroje hliník, ale plast.
Samotnou výrobu přístroje prováděla, podobně jako u ostatních výrobků společnosti Apple firma Foxconn.

## Software
iPhone 3G byl dodáván s předinstalovaným operačním systémem iPhone OS 2.0. Nejvyšší verze, kterou je možné na tento iPhone nahrát, je iOS 4.2.1, z roku 2010.